# Manfred von Clary und Aldringen

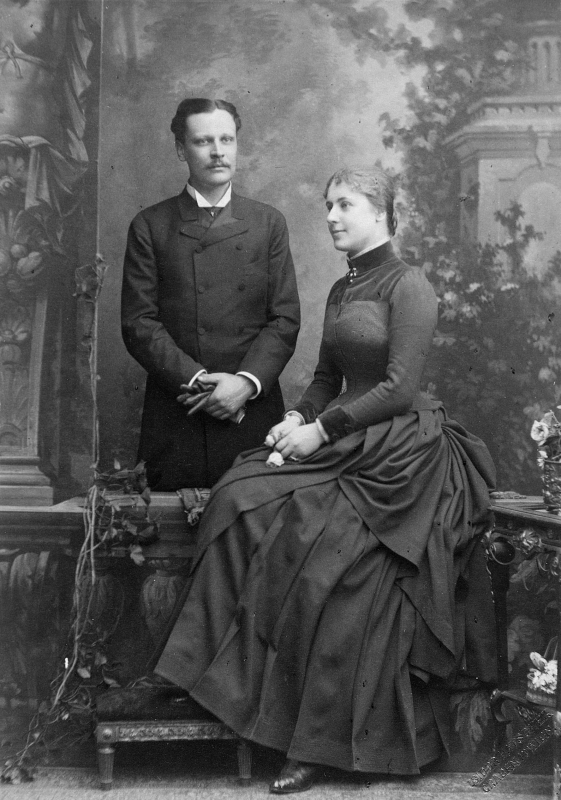
Graaf Clary-Aldringen met zijn vrouw Franziska

Graaf Manfred von Clary und Aldringen (Paleis Mollard-Clary, 30 mei 1852 – Salzburg, 12 februari 1928) was een Oostenrijks-Hongaars edelman en staatsman. Hij was de 16e minister-president van Cisleithanië, de Oostenrijkse rijkshelft van Oostenrijk-Hongarije.

## Biografie
Hij stamde uit de vooraanstaande familie Clary-Aldringen. Hij was de jongere broer van vorst Siegfried von Clary-Aldringen, een prominent Oostenrijks-Hongaars diplomaat, en langs moederszijde een kleinzoon van rijksgraaf Karl Ludwig von Ficquelmont, de tweede minister-president van het keizerrijk Oostenrijk. In 1884 trouwde hij in Wenen met gravin Franziska Pejácsevich von Verőcze, afkomstig uit een machtige familie van Kroatische oorsprong, die afstamt van de Esterházy's. Het koppel had twee kinderen.
Graaf Clary-Aldringen studeerde rechten aan de Universiteit van Wenen voordat hij aan zijn politieke carrière begon. In februari 1896 werd hij gouverneur van Oostenrijks-Silezië en in 1898 werd hij statthalter (keizerlijk gouverneur) van Stiermarken, alsook afgevaardigde in de Rijksraad. Bovendien was hij levenslang lid van het Herenhuis, het hogerhuis van de Rijksraad. Als statthalter moderniseerde hij het bestuur van Stiermarken, richtte hij een noodfonds op en zette hij zich met succes in voor de strijd tegen tuberculose.
Van 2 oktober tot 21 december 1899 was Clary-Aldringen minister-president van Cisleithanië. Zijn ambtstermijn werd gekenmerkt door obstructie in de Rijksraad. Bovendien protesteerden de Duits-Nationale partijen tegen de taalwetten van graaf Badeni, volgens dewelke Boheemse ambtenaren zowel Tsjechisch als Duits moesten kennen. Omwille van de weerstand trok Clary-Aldringen deze wetten terug op 14 oktober 1899.
Beust · K. von Auersperg · Taaffe · Plener · Hasner von Artha · Potocki · Hohenwart · Holzgethan · A. von Auersperg · Stremayr · Taaffe · Windisch-Graetz · Kielmansegg · Badeni · Gautsch von Frankenthurn · Thun ·  Clary-Aldringen · Wittek · Koerber · Gautsch von Frankenthurn · Hohenlohe-Schillingsfürst · Beck · Bienerth-Schmerling · Gautsch von Frankenthurn · Stürgkh · Koerber · Clam-Martinic · Seidler von Feuchtenegg · Hussarek von Heinlein · Lammasch